# Francesco Vezzoli
Francesco Vezzoli (Brescia, 1º settembre 1971) è un artista italiano.

## Biografia
Francesco Vezzoli è nato nel 1971 a Brescia. Dal 1992 al 1995 ha studiato alla Central St. Martin's School of Art di Londra. Attualmente vive e lavora a Milano. È uno degli artisti contemporanei italiani più affermati e famosi a livello mondiale, ''interessato allo sviluppo di una serie di lavori in grado di mediare citazioni storiche e solida cultura figurativa, omaggi criptati a figure d'attori e attrici sul viale del tramonto''.
Le sue opere sono state selezionate tre volte per rappresentare l'Italia all'Esposizione internazionale d'arte della Biennale di Venezia, nella 49ª edizione del 2001, nella 51ª edizione del 2005 e nella 52ª edizione del 2007. Suoi lavori sono stati inclusi in diverse altre esposizioni biennali internazionali, tra cui la Whitney Biennial (2006), la 26ª Biennale di San Paolo e la 6ª Biennale Internazionale di Istanbul.
Vezzoli vanta mostre personali in varie sedi internazionali e nazionali, come la Galleria nazionale del Jeu de Paume, Parigi, il Castello di Rivoli Museo d'Arte Contemporanea di Torino, il New Museum of Contemporary Art di New York, il Museu Serralves di Porto, la Fondazione Prada di Milano e Le Consortium di Digione. Ha partecipato a mostre collettive in sedi internazionali come la Whitechapel Art Gallery di Londra, lo Studio Museum di Harlem New York, il Workshop Fabric and Museum di Filadelfia, il Witte de With Center for Contemporary Art di Rotterdam, la Tate di Liverpool, il Museo Migros di Zurigo e la Larry Gagosian Gallery di Beverly Hills e di New York. Ha inoltre preso parte alla mostra Fatto in Italia, video selezione curata da Paolo Colombo al Centre d'Art Contemporain di Ginevra e poi all'ICA di Londra.
Nel 2010 ha partecipato alla mostra collettiva Spazio. Dalle collezioni MAXXI arte e MAXXI architettura al MAXXI di Roma; espone anche nella galleria A palazzo Gallery a Brescia (2011). Nel 2013 ha cercato di portare al MOMA di New York una chiesa rurale di Montegiordano, località calabrese, ma il progetto, illegale, è stato sventato all'ultimo momento dai funzionari del Ministero per i beni e le attività culturali e per il turismo.

## Lavori
Vezzoli utilizza diversi mezzi espressivi, tra i quali il curioso uso dell'uncinetto, con cui ricama lacrime d'oro o color sangue su centrini raffiguranti le sue icone popolari cinematografiche più amate. Ma la parte più importante della sua produzione rientra nella videoarte. Le sue opere in formato video sono spesso veri e propri cortometraggi o fantomatiche produzioni televisive: come puntate pilota di programmi televisivi che non andranno mai in onda.
Indagatore dei miti della cultura popolare, nelle sue opere sono spesso presenti icone pop o star del piccolo e grande schermo, frequentemente coinvolte nei vari progetti utilizzando bizzarri escamotage. Il suo obbiettivo, afferma, è quello di "decostruire lo strumento della promozione. Vorrei che il mio lavoro fosse lo specchio dell'effimero mediatico". Leit-motiv dei suoi lavori è un mix di cultura cinematografica alta e di trash televisivo.
Giorgio Verzotti definisce così la sua ricerca:
Nel 2005 ha presentato alla 51ª Biennale di Venezia (nell'ambito della mostra L'esperienza dell'arte) un filmato di 5' dal titolo Trailer for a Remake of Gore Vidal's Caligula, pensato per un ipotetico remake pornografico del film Caligola di Tinto Brass. Nel trailer, ambientato in una villa ultra-kitsch di Hollywood, compaiono star come Milla Jovovich, Benicio del Toro, Courtney Love, Barbara Bouchet, Adriana Asti ed i costumi sono stati ideati da Donatella Versace.

In Democrazy, presentato alla 52ª Biennale di Venezia, Sharon Stone e Bernard-Henri Lévy si contendono la presidenza degli Stati Uniti d'America in una finta campagna elettorale , mentre Natalie Portman e Michelle Williams dirette da Roman Polański si contendono un profumo in "Greed".
Nel 2009 Lady Gaga ha affiancato Francesco Vezzoli al MOCA - Museum of Contemporary art di Los Angeles in occasione di una performance artistica ripresa da Jonas Åkerlund. Per quest'occasione il pianoforte della cantante è stato decorato da Damien Hirst, i costumi da Miuccia Prada e l'architetto Frank Gehry ha concepito il copricapo. Il corpo di ballo del Teatro Bol'šoj danzava durante l'esibizione.

## Collezioni Pubbliche
Italia
- Museo d'arte contemporanea del castello di Rivoli, Torino
- MAXXI - Museo nazionale delle arti del XXI secolo, Roma
- MADRE - Museo d'arte contemporanea Donnaregina, Napoli
- Fondazione Prada, Milano

Inghilterra
- Tate Modern, Londra

Belgio
- Vanhaerents Art Collection, Bruxelles

Germania
- Galerie für Zeitgenössische Kunst - GfZK, Lipsia
- Museum Ludwig, Colonia

USA
- MOCA - The Museum of Contemporary Art, Los Angeles, CA
- Solomon R. Guggenheim Museum, New York, NY
- Whitney Museum of American Art, New York, NY